# 2003-as Fonogram díj átadása
A 2003-as Arany Zsiráf-díjkiosztó

## Az év külföldi dance-albuma
Sophie Ellis-Bextor - Read My Lips (Universal Music)
- Alcazar - Casino (BMG)
- ATB - Dedicated (Record Express)
- Kosheen - Resist (BMG)
- Moby - 18 (EMI)

## Az év hazai dance-albuma
Groovehouse - Hajnal (Hungaroton)
- Desperado - Gyere és álmodj (BMG)
- Betty Love - Ég és Föld között (Sony)
- First Session - Rest In Beats (1G)
- NOX - Örökség (album) (Universal Music)

## Az év hazai felfedezettje
Princess - A hegedű hercegnői (BMG)
- Bëlga - Majd megszokod (Crossroads)
- Egyszercsak - 1 X csak (Tom-Tom Records)
- Karaván és Boban Marković - Roma Flamenco (EMI)
- Sugar & Spice - Sugar & Spice (Universal Music)

## Az év külföldi rap- vagy hiphopalbuma
Eminem - The Eminem Show (Universal Music)
- Alicia Keys - Songs In A Minor (BMG)
- Eve - Eveolution (Universal Music)
- Missy Elliott - Under Construction (Warner Music)
- Nelly - Nellyville (Universal Music)
- Usher - 8701 (BMG)

## Az év hazai rap- vagy hiphopalbuma
Ganxsta Zolee és a Kartel - Gyilkosság Rt. (Private Moon)
- Bëlga - Majd megszokod (Crossroads)
- Dopeman - Az országház fantomja (Magneoton)
- Kicsi Tyson - Ucca (1G)
- LL Junior - Köszönöm nektek (Private Moon)

## Az év hazai jazz- vagy world music albuma
Ghymes - Héjavarázs (EMI)
- Baba Yaga - Secret Combination (Fonó)
- Budapest Klezmer Band - Budapest Klezmer Magic (BMG)
- Charlie - Soul & Jazz (Rózsa/Warner Music)
- Kormorán - Táltosok fiai (Hungaroton)

## Az év külföldi modern rock albuma
Coldplay - A rush of blood to the head (EMI)
- Linkin Park - Reanimation (Warner Music)
- Nickelback - Silver Side Up (Record Express)
- P.O.D. - Satellite (Warner Music)
- Papa Roach - Lovehatetradegy - (Universal Music)

## Az év hazai modern rock albuma
Zanzibar - Ugyanaz vagyok (EMI)
- Roy & Ádám - Ahogy érzed (BMG)
- Strong Deformity - Magic Syrup (Magneoton)
- Szilárd - Halmazállapot (Tom-Tom Records)
- Tankcsapda - Baj van!! (Sony)

## Az év hazai hagyományos szórakoztatózenei albuma
Princess - A hegedű hercegnői (BMG)
- Dupla Kávé - Valami új, valami régi (Stefanus)
- Galambos Lajos (Lagzi Lajcsi), Bódi Guszti és a Fekete Szemek - Bulizzunk ma együtt! (Fekete Szemek)
- Márió - Hol a szerelem (ko/EMI)
- MC Hawer & Tekknő - Mikor a vodka a fejembe száll (Magneoton)

## Az év külföldi popalbuma
Robbie Williams - Escapology (EMI)
- Anastacia - Freak of Nature (Sony)
- Las Ketchup - Hijas Del Tomate (Sony)
- Pink - Missundaztood (BMG)
- Shakira - Laundry Service (Sony)

## Az év hazai popalbuma
Crystal - Fújja el a szél (Sony)
- Fiesta - Tűzön át (EMI)
- Romantic - A Kelet fényei (Universal Music)
- V-Tech - Búcsúzz el (EMI)
- Zene a nyulaknak - A Kis Tehén (Private Moon)

## Az év külföldi rockalbuma
Red Hot Chili Peppers - By The Way (Warner Music)
- Avril Lavigne - Let Go (BMG)
- David Bowie - Heathen (Sony)
- Eric Clapton - One More Car, One More Rider (Warner Music)
- Mark Knopfler - Ragpicker's Dream (Universal Music)
- Santana - Shaman (BMG)

## Az év hazai rockalbuma
Ákos - Új törvény (White Falcon/EMI)
- LGT - A fiúk a kocsmába mentek (BMG)
- Presser Gábor - A Zeneszerző 3. (BMG)
- Quimby - Káosz Amigos (Universal Music)
- Republic - Mennyi még, Béla!? (EMI)

## Az év hazai dala
Groovehouse - Hajnal (Hungaroton)
- Emil.Rulez - Hello Tourist (Twelve Tones)
- Király Linda - Clubsong (King Music/Warner Music)
- TNT - Nem jön álom a szememre (Magneoton)
- Zanzibar - Szólj már (EMI)